# Townsendia arenicola
Townsendia arenicola là một loài ruồi trong họ Asilidae. Townsendia arenicola được Scarbrough miêu tả năm 1995. Loài này phân bố ở vùng Tân Bắc giới.